# شتيفان هرتل
شتيفان هرتل (بالألمانية: Stefan Härtel)‏ (مواليد 6 فبراير 1988) هو ملاكم ألماني، مثّل بلاده في الألعاب الأولمبية الصيفية 2012.

## روابط خارجية
ستيفان هارتيل على موقع بوكس ريك (الإنجليزية) (registration required)
- ستيفان هارتيل على موقع اللجنة الأولمبية الدولية (الإنجليزية)
- ستيفان هارتيل على موقع أوليمبيديا (الإنجليزية)
- ستيفان هارتيل على موقع اللجنة الأولمبية الألمانية (الألمانية)